# Felix Masár
Felix Masár (Šamorín, Checoslovaquia, 2 de diciembre de 1955) es un deportista checoslovaco que compitió en piragüismo en la modalidad de aguas tranquilas. Ganó una medalla de bronce en el Campeonato Mundial de Piragüismo de 1979 en la prueba de K1 1000 m.
Representó a Checoslovaquia en los Juegos Olímpicos de Moscú 1980, donde finalizó sexto en la prueba de K1 1000 m y octavo en la prueba de K1 500 m.

## Palmarés internacional
| Campeonato Mundial | Campeonato Mundial | Campeonato Mundial | Campeonato Mundial |
| Año                | Lugar              | Medalla            | Evento             |
| ------------------ | ------------------ | ------------------ | ------------------ |
| 1979               | Duisburgo (RFA)    | Medalla de bronce  | K1 1000 m          |